# بخش مرکز (شهرستان مونرو، اوهایو)
بخش مرکز (به انگلیسی: Center Township) یک منطقهٔ مسکونی در ایالات متحده آمریکا است که در شهرستان مونرو، اوهایو واقع شده‌است.
 بخش مرکز ۱۰۷٫۲ کیلومتر مربع مساحت و ۳٬۶۴۷ نفر جمعیت دارد و ۳۵۹ متر بالاتر از سطح دریا واقع شده‌است.